# Сьомий перстень чаклунки (мінісеріал, 1998)
«Сьомий перстень чаклунки» (рос. Седьмое кольцо колдуньи, Кольца всевластия) — українсько-російський 4-серійний мінісеріал у жанрі фентезі української кіностудії «Укртелефільм» та російської кіностудії «Пелікан». Серіал є вільною адаптацією роману-трилогії Джона Рональда Толкіна «Володар перснів». Фільм включає лише загальний сюжет та образи деяких персонажів оригіналу, тоді як сюжетні ходи, імена та антураж зазнали значних змін.

## Сюжет
Злий король-воїн Карбіс та його дружина-відьма Кора мріють поневолити мешканців сусідніх королівств. За порадою Кора звертається до Шелоб - гігантської павучихи-людоїдки, котра живе у печерах під замком Карбіса. Шелоб дає Корі шматок чарівного металу та наказує створити з нього шість чарівних перснів, опустивши метал у вогняне жерло язичного ідола, котрому поклоняється армія Карбіса. Якщо людина одягне перстень та чогось побажає, її бажання буде виконане, але людина навік перетвориться на раба Карбіса та Кори. При тому, короля та його дружину буде неможливо знищити. Вони загинуть лише тоді, коли кинути перстень у жерло ідола, де він був викуваний. 
Щоб створити персні, солдати Карбіса приводять з села у Смарагдовій долини коваля Остапа та його підступного помічника Босаргуна. Кора примушує Остапа зробити сім перснів та дає сьомий Босаргуну. Помічник за допомогою персня примушує Остапа видати за нього свою доньку Олесю, але й сам потрапляє під вплив магічного артефакта, став одвічним рабом Карбіса.
Карбісу вдається спокусити королів сусідніх держав силою перснів, але не всіх: Агуїл, король народу орлів-перевертнів, не піддався, та притому вирішив сховати проклятий перстень подалі від злих сил. Одночасно Остапу вдається позбавитися магічного впливу та викрасти у Босаргуна перстень. Король Карбіс розпочинає полювання за перстнями, тоді як Остап та його родина розкриває яку страшну силу несе у собі перстень для злого короля та всього світу.

## Актори
- Ганна Самохіна — королева Кора (у романі Саруман)
- Давид Двалшвілі — цар Карбіс (у романі Саурон)
- Леся Самаєва — Олеся, дочка Остапа (у романі Меррі)[1]
- Дмитро Савченко — Орест, наречений Олесі (у романі Фродо)
- Нодар Мгалоблішвілі — Агуїл, цар орлів (у романі Елронд)
- Володимир Голосняк — Ігліт, син Агуїла (у романі Арагорн)[2]
- Наталя Доля — дружина Ігліта (у романі Арвен)
- Тарас Жирко — Галат, перший міністр царя орлів Агуїла (у романі Гріма)
- Степан Глова — Остап, коваль (у романі Більбо Беггінс)
- Ольга Первєєва — дружина Остапа
- Олексій Сидоренко — Василь, син Остапа (у романі Семмі)
- Рафаель Катанджан — Босаргун (у романі Горлум)
- Борис Хмельницький — цар (у романі король-чародій Ангмарський)
- Станіслав Садальський — цар
- Віктор Степанов — цар
- Володимир Задніпровський — епізод
- Олена Єременко — фея (у романі Галадріель)

## Знімальна група
- Режисер: Борис Небієрідзе
- Сценарист: Денис Тесленко
- Оператор: Юрій Гальченко
- Композитор: Євген Дога
- Художник: Олексій Родіонов